# Thorvald Minde
Thorvald Minde (24. september 1904 i Oslo - 7. oktober 1982) var en norsk atletik og langdistanceløberer. Han repræsenterede Harestuen og Torshaug IF.
Andersen vandt 5 norgemesterskaber og blev tildelt kongepokalen i 1928 efter dobbeltsejren indenfor 5 000  og 10 000 meter.

## Meritter
Andersen har 5 Norgemesterskabstitler-titler, og 7 medaljer i alt:
- 5 000 m: Guld i 1928, sølv i 1927, 1931, 1932 og bronze i 1930
- 10 000 m: Guld i 1927, 1928, 1929, 1930, sølv i 1932 og bronze i 1933